# Светослав Димитров
Светослав Антонов Димитров е български писател.

## Биография
Роден е в 1908 година като пето дете в семейството на Антон Димитров, един от основателите на ВМОРО, и на Велика Хаджиздравева от Прилеп.
Работи в издателство „Земиздат“.

Неговата племенница Радка Савова си спомня:
| „ | Имаше чувство за хумор и в моето детство беш любимият ми вуйчо. Когато бяхме малки разговаряше с нас, хлапетата на „езика на улицата“, който разбира се беше съвсем различен от днешния език на улицата. | “ |

## Творчество
Светослав Димитров пише проза, основана на разкази за съдбата на неговия прилепски род („Харамиите от Белоден“), на разкази и легенди за Родопите („Синан и Мирра“, „Камък с мъх“) и други места, както и произведения за деца („Игра на живот. Геройска хроника или История на славната махла Капан и на нейните още по-славни обитатели“)

### Съчинения
- Синан и Мирра (Родопска легенда), София 1935, 63 с.
- Игра на живот. Геройска хроника или История на славната махла Капан и на нейните още по-славни обитатели, София 1936, 335 с.
- Легенда за Костенград, София 1938, 48 с.
- Харамиите от Белоден
- Камък с мъх